# Llagostí rosa
El llagostí rosa (Farfantepenaeus duorarum) és una espècie de crustaci decàpode marí del subordre Dendrobranchiata que es troba al voltant de les Bermudes, al llarg de la costa est dels Estats Units i al Golf de Mèxic. És una espècie important comercialment als Estats Units i a Cuba.

## Distribució
Farfantepenaeus duorarum viu a fondàries d'entre 2 i 70 metres. Els joves viuen al mar o els estuaris mentre que els adults són marins.

## Descripció
Les femelles fan fins a 280 mm de llargada i els mascles 269 mm.

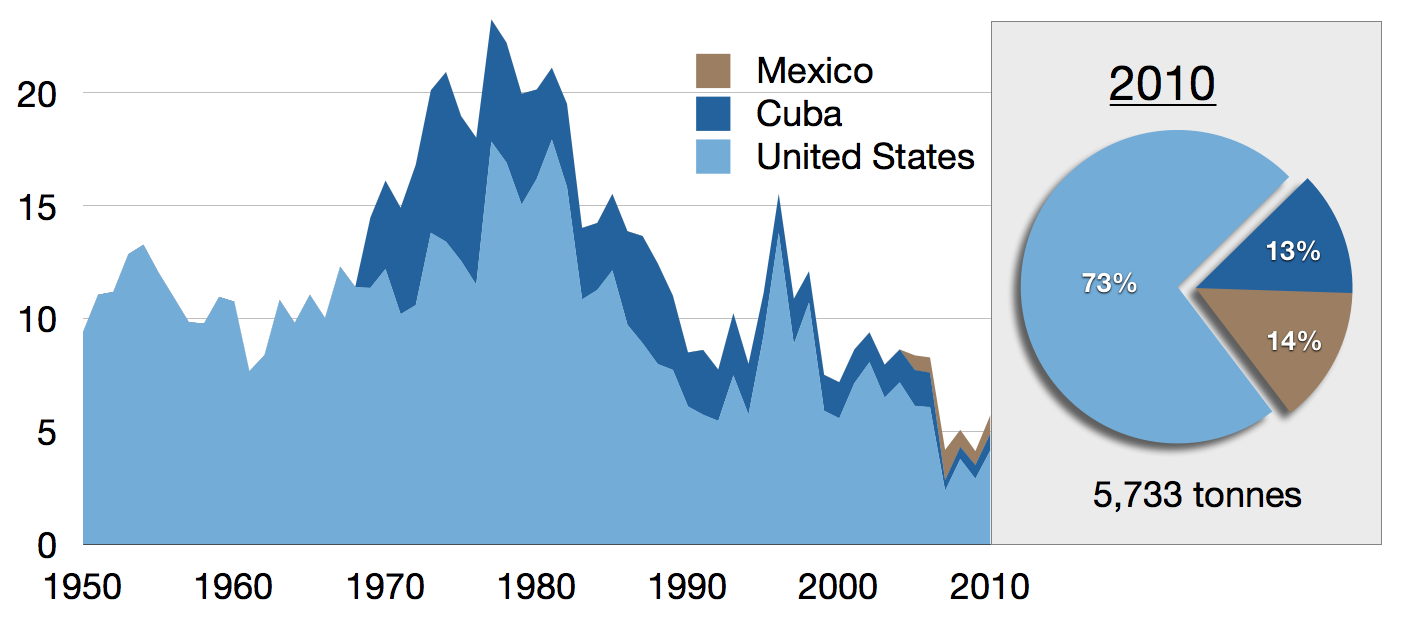
Pesca global de Farfantepenaeus duorarum en milers de tones
reported by the FAO, 1950–2010